# ジェファーソン郡 (モンタナ州)
ジェファーソン郡（英: Jefferson County）は、アメリカ合衆国モンタナ州の北西部に位置する郡である。2010年国勢調査での人口は11,406人であり、2000年の10,049人から13.5％増加した。郡庁所在地はボルダー市（人口1,183人）であり、同郡で人口最大の自治体でもある。
ジェファーソン郡はルイスアンドクラーク郡と共にヘレナ小都市圏に属している。

## 地理
アメリカ合衆国国勢調査局に拠れば、郡域全面積は1,659平方マイル (4,297 km2)であり、このうち陸地は1,657平方マイル (4,292 km2)、水域は2平方マイル (5.2 km2)で水域率は0.13％である。

### 主要高規格道路
- 州間高速道路90号線
- 州間高速道路15号線
- アメリカ国道12号線
- アメリカ国道287号線
- モンタナ州道2号線
- モンタナ州道41号線
- モンタナ州道55号線
- モンタナ州道69号線

### 隣接する郡
- ルイスアンドクラーク郡 - 北
- ブロードウォーター郡 - 東
- ギャラティン郡 - 南東
- マディソン郡 - 南
- シルバーボウ郡 - 西
- ディアロッジ郡 - 西
- パウエル郡 - 北西

### 国立保護地域
- ディアロッジ国立の森（部分）
- ヘレナ国立の森（部分）

## 人口動態
以下は2000年国勢調査による人口統計データである。
| 基礎データ - 人口: 10,049人 - 世帯数: 3,747 世帯 - 家族数: 2,847 家族 - 人口密度: 2人/km2（6人/mi2） - 住居数: 4,199軒 - 住居密度: 1軒/km2（2軒/mi2） 人種別人口構成 - 白人: 96.07% - アフリカン・アメリカン: 0.14% - ネイティブ・アメリカン: 1.26% - アジア人: 0.42% - 太平洋諸島系: 0.07% - その他の人種: 0.38% - 混血: 1.66% - ヒスパニック・ラテン系: 1.48% 先祖による構成 - ドイツ系：22.9％ - イギリス系：13.1％ - アイルランド系：12.9％ - ノルウェー系：7.9％ - アメリカ人：5.3％ 年齢別人口構成 - 18歳未満: 27.8% - 18-24歳: 5.2% - 25-44歳: 26.8% - 45-64歳: 29.9% - 65歳以上: 10.3% - 年齢の中央値: 40歳 - 性比（女性100人あたり男性の人口） - 総人口: 100.8 - 18歳以上: 100.4 | 世帯と家族（対世帯数） - 18歳未満の子供がいる: 35.6% - 結婚・同居している夫婦: 67.1% - 未婚・離婚・死別女性が世帯主: 5.9% - 非家族世帯: 24.0% - 単身世帯: 20.2% - 65歳以上の老人1人暮らし: 7.3% - 平均構成人数 - 世帯: 2.62人 - 家族: 3.03人 収入と家計 - 収入の中央値 - 世帯: 41,506米ドル - 家族: 48,912米ドル - 性別 - 男性: 34,753米ドル - 女性: 25,011米ドル - 人口1人あたり収入: 18,250米ドル - 貧困線以下 - 対人口: 9.0% - 対家族数: 6.7% - 18歳未満: 10.4% - 65歳以上: 9.6% |

## 都市と町

### 町
- ボルダー - 郡庁所在地
- ホワイトホール

### 国勢調査指定地域
- ベースン
- カードウェル
- クランシー
- ジェファーソンシティ
- モンタナシティ - ジェファーソン郡の国勢調査指定地域の中では人口最大（2010年で2,715人）

### ゴーストタウン
- エルクホーン